# Neomaso vicinus
Neomaso vicinus är en spindelart som beskrevs av Alfred Frank Millidge 1991. Neomaso vicinus ingår i släktet Neomaso och familjen täckvävarspindlar. Inga underarter finns listade i Catalogue of Life.